# Igor Gruppman
Igor Gruppman (Kiev, 4 luglio 1956) è un violinista e direttore d'orchestra ucraino.

## Biografia
Dal 2003 è il direttore principale dell'Orchestra at Temple Square a Salt Lake City (Utah, USA). Nel maggio del 2009, 
Valery Gergiev ha nominato Igor Gruppman direttore del Mariinskij Stradivary Orchestra, un ensemble fondato di recente. Attualmente è anche primo violino dell'Orchestra filarmonica di Rotterdam.
Gruppman ha debuttato nella Filarmonica di Kiev nel 1967.  Dopo ha perfezionato la sua formazione presso il Conservatorio di Mosca con Leonid Kogan e 
Mstislav Rostropovich. Nel 1979 è emigrato negli Stati Uniti dove si è sposato con la sua moglie Vesna Stefanovich- 
Gruppman che aveva conosciuto durante gli studi a Mosca. In seguito ha studiato con Jascha Heifetz presso l'USC School of Music a Los Angeles.
Igor Gruppman era primo violino da spalla dell'Orchestra Sinfonica di San Diego dal 1988 al 1995. Ha anche lavorato come primo violino da spalla per la London Symphony Orchestra dal 1995 al 1998. Inoltre è stato altro direttore dell'Orchestra Filarmonica di Florida.
Gruppman ha vinto nel 1993, insieme alla sua compagna, un Grammy Award per la loro registrazione del Concerto per due Violini, Op. 77 di Malcolm Arnold.
Igor Gruppman e Vesna Stefanovich-Gruppman hanno insegnato alla Brigham Young University (Utah, USA) tra il 1997 e il 2003. Nel 1997, Igor Gruppman è stato primo violino di spalla ospite al Royal Philharmonic Orchestra di Londra. Per vent'anni, ha insegnato all'Idyllwild Arts Summer Program in California.
Nel 2003, Gruppman hanno fondato il Gruppman International Music Institute con l'obbiettivo di abbattere i limiti temporali e geografici attraverso l'insegnamento con le nuove tecnologie multimediali.
Nel 2004, Igor Gruppman è stato chiamato come primo violino di spalla dell'Orchestra Filarmonica di Rotterdam. 
Gruppman è professore al conservatorio di Rotterdam (CODARTS) per la cattedra di violino.